# Transdanubia

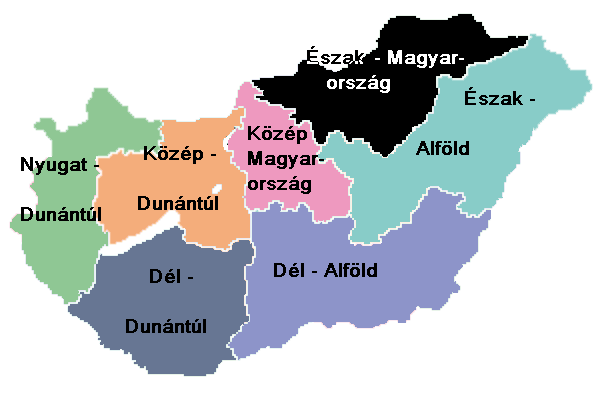
Regiunile Ungariei

Transdanubia (în maghiară Dunántúl, în traducere „Dincolo de Dunăre”) este denumirea tradițională a teritoriului Ungariei de pe malul drept al Dunării (partea de vest a Ungariei).
Partea de pe malul estic al Dunării se numește Cisdanubia.